# Sitios Ramsar de Nueva Zelanda

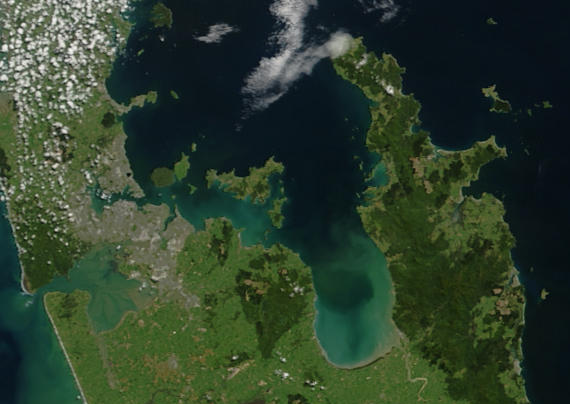
Península de Coromandel, donde se encuentra el estuario de Thames, la bahía grande al sudoeste.

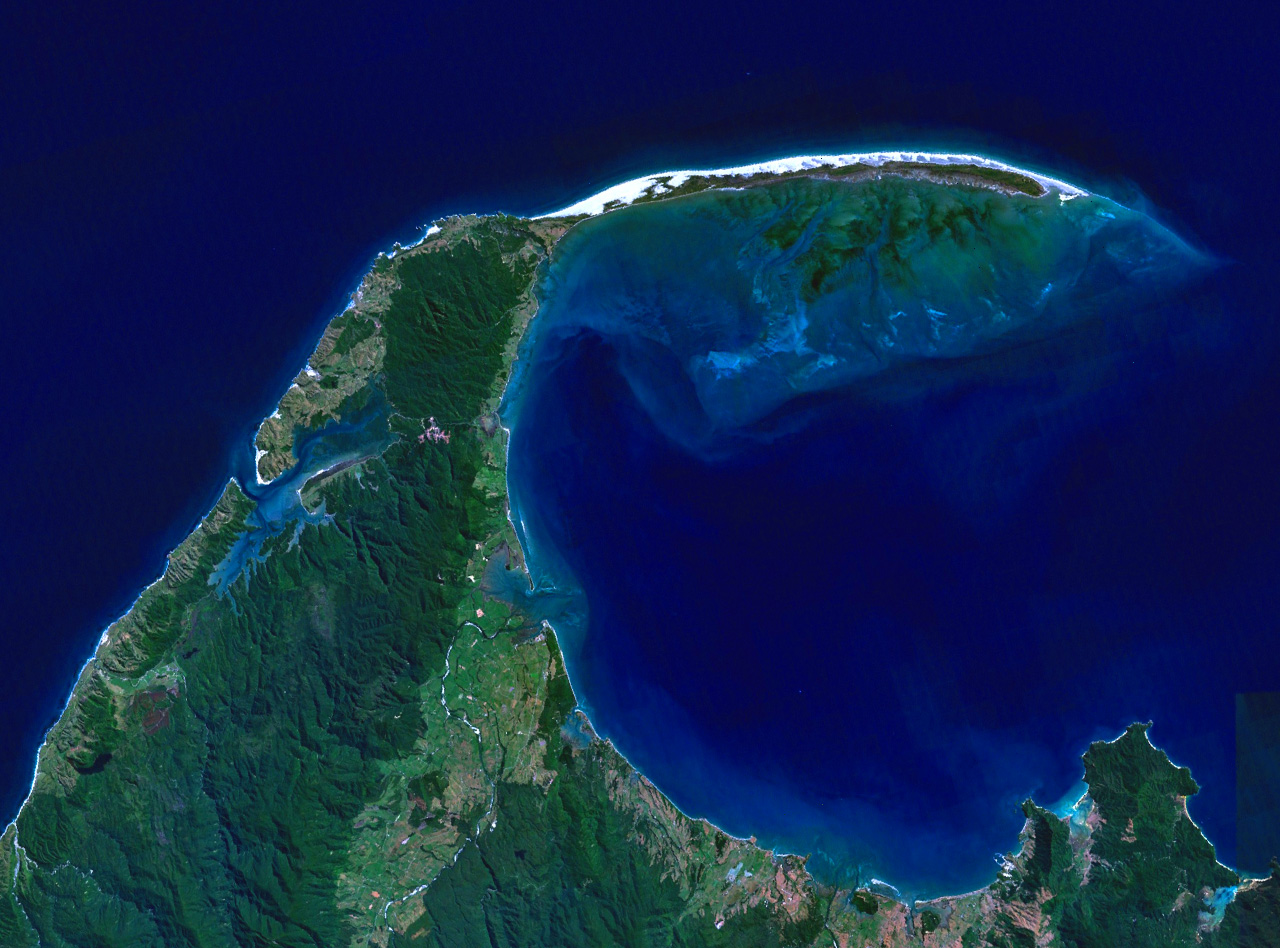
Cordón litoral de Farewell Spit cerrando por el norte la Golden Bay

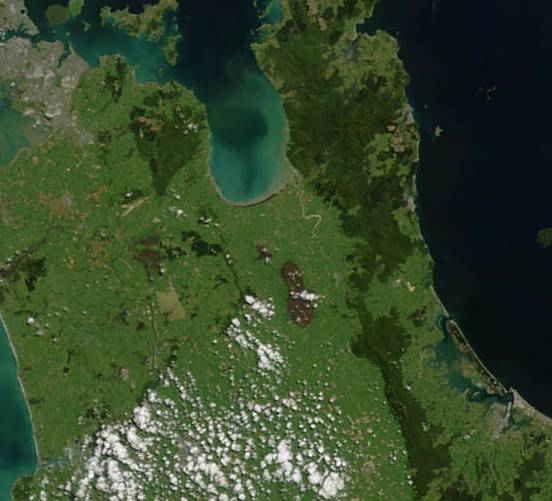
Kopuatai peat dome en la Isla Norte, centrado en los llanos de Hauraki como la huella marrón de un pie. Auckland está en el extremo noroeste, Tauranga en el sudeste.

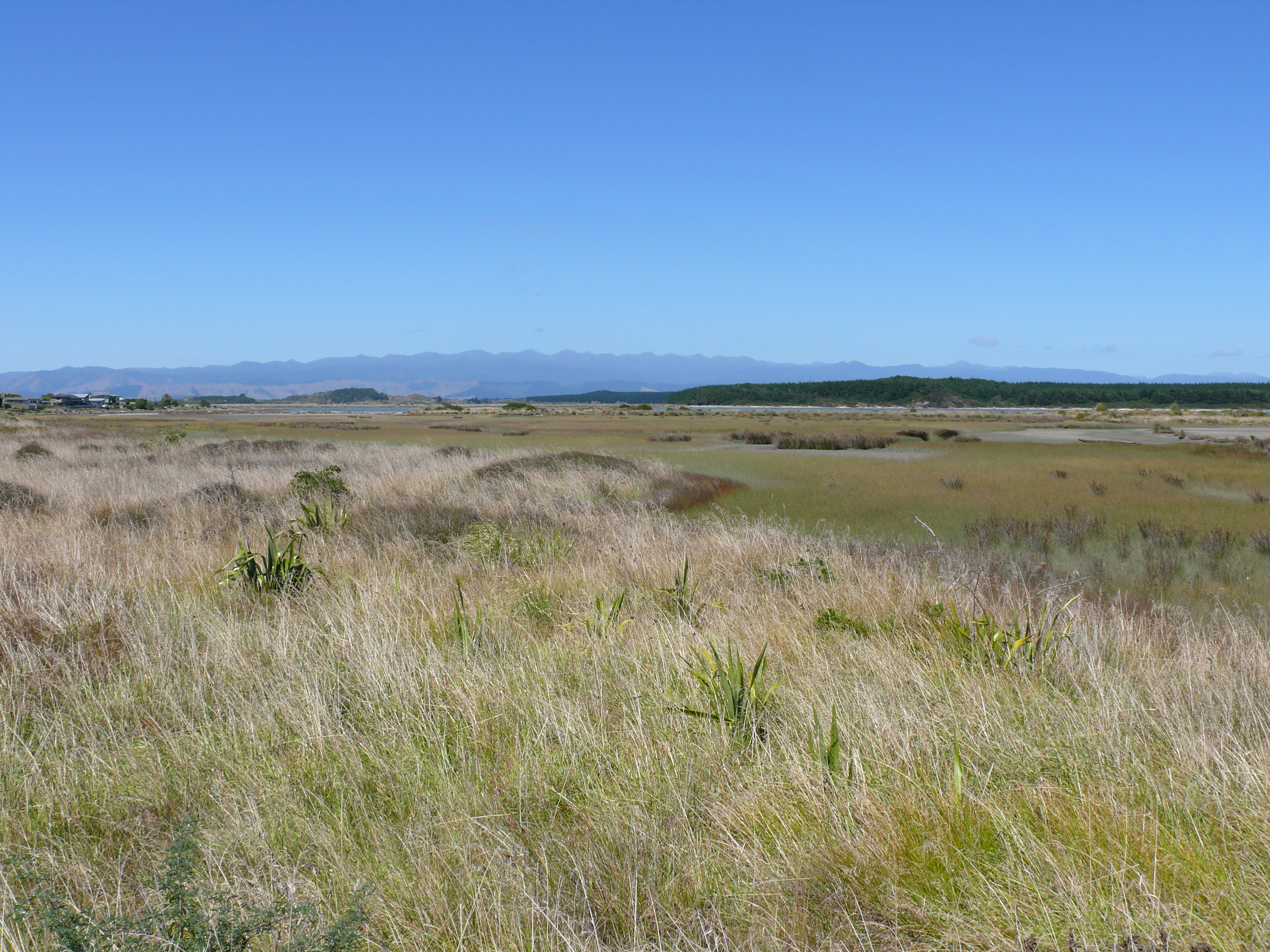
Estuario del río Manawatu.

En Nueva Zelanda hay seis lugares designados como sitios Ramsar para la protección de las aves que cubren en conjunto 56 630 hectáreas (566 km²).

## Sitios Ramsar
- Estuario de Thames, 78 km², 37°13′S 175°22′E. En la desembocadura de los ríos Waihou y Piako, el primero de los cuales se llamaba anteriormente Támesis. En una zona rodeada de montañas y la llanura aluvial de los ríos, la bahía consiste en una zona de aguas poco profundas, lodazales y praderas, manglares, marismas y pantanos. Posee una zona de playa con crestas formadas por conchas en la que crecen hierbas. Importante para las aves zancudas y limícolas, y muy dañado por la influencia humana.[3]

- Humedal de Whangamarino, 59 km², 37°18′S 175°07′E. El segundo humedal ácido de la Isla Norte y la zona más importante de la isla para la cría del avetoro australiano.[4]

- Humedal de Awarua, 200 km², 46°34S 168°31E. También llamado 'sitio Ramsar de la laguna de Waituna'. Comprende lagunas costeras, pantanos, marismas, playas de grava, pozas y lagos, propicios para el anidamiento y la crianza de numerosas aves zancudas y otras aves acuáticas. También hay mariposas endémicas y dos especies de peces en peligro. Abundan las especies de plantas nativas, algunas típicas de regiones alpinas. La actividad humana incluye pesca, caza de aves y, en general, turismo.[5] Está situada en el extremo meridional de la Isla Sur de Nueva Zelanda. Se reconocen unas 73 especies de aves, con una expansión notable de la herbácea Leptocarpus,[6] introducida desde su apertura al mar. La actividad humana ha elevado a eutrofización y la sedimentación, que amenazan a la laguna.[7] La laguna de Waituna está incluida en los llanos de Awarua, unos 600 km² en torno a la desembocadura del río Mataura. En los llanos se incluyen la bahía Toetoes, la bahía de Awarua y la península de Tiwal Point, en el extremo occidental, al norte del estrecho de Foveaux, donde se encuentra la Tiwai Point Aluminium Smelter,[8] una enorme fundición de aluminio.

- Farewell Spit, 114 km², 40°32′S 172°54′E. Al norte de la Isla Sur, en el extremo septentrional de Golden Bay, es un cordón litoral de arena de unos 30 km de longitud, con unos 6 km bajo el agua y una importante zona intermareal, que alarga de oeste a este.[9] El norte está expuesto a vientos constantes de 25 km/h. El sur, frente a Golden Bay, es más tranquilo y está cubierto de vegetación. Tiene un amplio historial de varamientos de ballenas.[10]

- Kopuatai Peat Dome, 102 km², 37°25′S 175°33′E. Área de conservación en régimen de mayordomía, es decir, que es una zona privada con un régimen especial de conservación. El mayor hábitat ácido intacto (raised bog) de Nueva Zelanda, rodeado por pantanos y lagunas asociadas, una zona importante para aves y plantas amenazadas con invertebrados notables. Se usa para la caza de aves.[11] Consiste en dos pequeños domos de unos tres metros de altura en el centro, uno en el norte y otro en el sur. La mayor parte es ombrotrófica, es decir, que recibe el agua de la lluvia, ácida y con pocos nutrientes. Es uno de los pocos lugares donde crece la hierba Sporadanthus ferrugineus, la única fuente de alimentación conocida de la polilla Houdinia flexilissima.[12] Otras plantas son la Gleichenia dicarpa y Empodisma robustum[13]

- Estuario y boca del río Manawatu, 2 km², 40°28′S 175°13′E. Al sudoeste de la Isla Norte, en la desembocadura del río Manawatu, en un estuario de tamaño medio con una elevada biodiversidad, importante para las aves migratorias, incluyendo el chorlitejo piquituerto, el avetoro australiano, la pagaza piquirroja, el chorlitejo de dos bandas, el charrán maorí y el chorlitejo de las Chatham. Las marismas saladas poseen una abundante población de la pequeña paseriforme yerbera maorí. El lugar es rico en pesca y contiene restos arqueológicos del periodo Moa Hunters, entre 1400 y 1650, de la cultura maorí.[14] La zona está amenazada por el turismo y las plantas invasoras, especialmente la espartina.[15]